# كتاب جوتنبرج السنوي
كتاب جوتنبرج السنوي (بالألمانية: Gutenberg-Jahrbuch)‏ هو منشور دوري سنوي يغطي تاريخ الطباعة والكتاب. ينصب تركيزها على أول المخطوطات المطبوعة (Incunables)، وبدايات الطباعة، وحياة وأعمال يوهانس جوتنبرج، مخترع الكتاب المطبوع الحديث. تم نشره منذ عام 1926 من قبل إنترناشيونال جوتنبرج-جيزيلشافت (Internationale Gutenberg-Gesellschaft).

## روابط خارجية
- الموقع الرسمي
- إنترناشيونال جوتنبرج-جيزيلشافت
- متحف جوتنبرج